# Kampfgeschwader 26
26-та бомбардувальна ескадра (нім. Kampfgeschwader 26 (KG 26) «Löwengeschwader») — бомбардувальна ескадра Люфтваффе за часів Другої світової війни. Формування брало участь в усіх кампаніях та великих битвах на Європейському театрі війни із самого початку і до закінчення військових дій. Основним завданням ескадри було проведення стратегічного бомбардування, безпосередня підтримка військ на полі бою, боротьба з кораблями та суднами противника тощо. На озброєнні ескадри перебувало три основних типи бомбардувальників Третього Рейху: He 111, Ju 88 та Ju 188. За воєнний час KG 26 втратила 341 літак: 271 — He 111, 12 — Ju 188, 1 — Ju 52, 56 — Ju 88 та 1 — Bf 108.

## Історія
26-та бомбардувальна ескадра почала формування 1 травня 1939 року в Люнебурзі шляхом створення штабу ескадри та 1-ї авіагрупи на фондах KG 257 «Ловенгешвадер». II./KG 26 група формувалась поблизу Любек-Бланкензе. З 1 листопада 1939 року в Єзау в Східній Пруссії почалось створення III./KG 26, а в серпні 1940 року там же почала формуватися IV (додаткова) група.
Ескадра спочатку мала на озброєнні середні двомоторні бомбардувальники He 111. У квітні 1942 року II./KG 26 стала першою, яка отримала Ju 88. До березня 1944 року усі підрозділи бомбардувальної ескадри були озброєні цим типом літаків. У серпні 1944 року III./KG 26 отримав Ju 188.

## Бойовий досвід

### Польська кампанія
1 вересня 1939 року нацистська Німеччина вторглася до Польської держави і 26-та бомбардувальна ескадра взяла найактивнішу участь у битвах Польської кампанії. Ескадра входила до 1-ї авіаційної дивізії 1-го повітряного флоту генерала авіації А. Кессельрінга з базуванням на аеродромі в Габберті.
II./KG 26, маючи на початок воєнних дій 35 бомбардувальників He 111, з яких 31 був у справному стані, діяла також з цього аеродрому. Головним завданням авіагрупи було повітряна підтримка наступу з'єднань 4-ї армії генерал-полковника Г. фон Клюге в напрямку на Познань, нанесення авіаційних ударів по скупченням польських військ армії «Познань».
З 4—5 вересня підрозділи ескадри поступово змінювали аеродроми зльоту по ходу просування сухопутних військ. Бомбардувальники атакували об'єкти в районі Лодзі, Варшави, а також на підтримку дій 14-ї армії генерал-полковника В. Ліста, що просувалась у напрямку Львова. 12 вересня I./KG 26 була виведена з Польщі та розпочала підготовку до протикорабельних дій.
7 вересня частину сил передали в підпорядкування 2-ї авіаційної дивізії 4-го повітряного флоту генерала авіації А. Лера та передислокували до Любек-Бланкензе. З 12 вересня з цього аеродрому командування ескадри здійснювало управління бойовими діями бомбардувальної авіації в акваторії Північного моря.

### Операції в Північному морі
12 вересня 1939 року штаб 26-ї бомбардувальної ескадри прибув до Любека в розпорядження командира 10-ї авіаційної дивізії. I./KG 26 мала 36 He 111, з яких 32 бомбардувальники були у справному стані, й підкорялась командиру 4-ї авіаційної дивізії 2-го флоту генерала авіації Г. Фельмі. Екіпажі бомбардувальників 1-ї та 2-ї авіагруп виконували завдання над Північним морем та Британськими островами, періодично атакували судна та кораблі противника. Так, 26 вересня 1-й штаффель атакував британський авіаносець «Арк Роял».
28 жовтня 1939 року He 111H штабу./KG 26 став першим німецьким літаком збитим британськими Королівськими повітряними силами над Англією. Під час повернення бомбардувальника з розвідувального польоту над військово-морською базою Королівського флоту у Ферт-оф-Клайд англійські винищувачі «Спітфайр» атакували німецький літак у небі над Інчкіт. He 111 впав неподалік від Далкіта на західному узбережжі Шотландії.
7 грудня 3-тя ескадрилья атакувала та затопили п'ять невеликих суден у Ферт-оф-Форт, а 16 березня 1940 року цей же штаффель атакував у Скапа-Флоу та уразив британський крейсер «Норфолк» і ще один корабель.

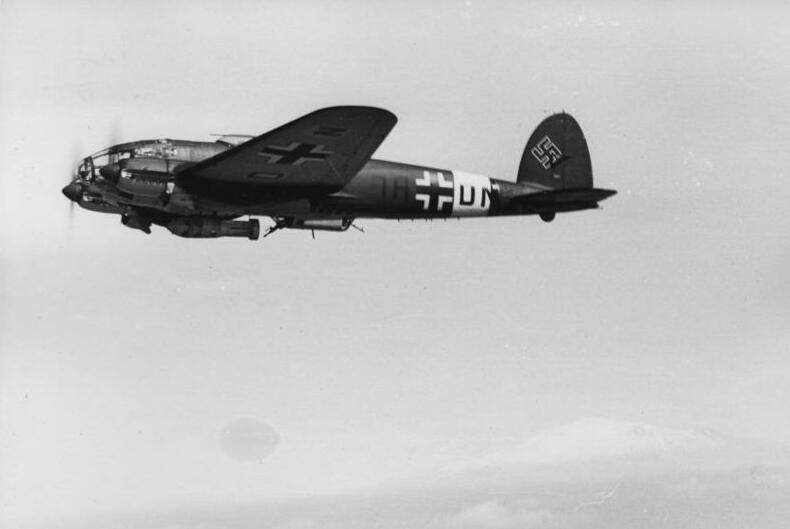
He 111 26-ї бомбардувальної ескадри на польоті. Північна Африка. Березень 1941

### Операція «Везерюбунг»

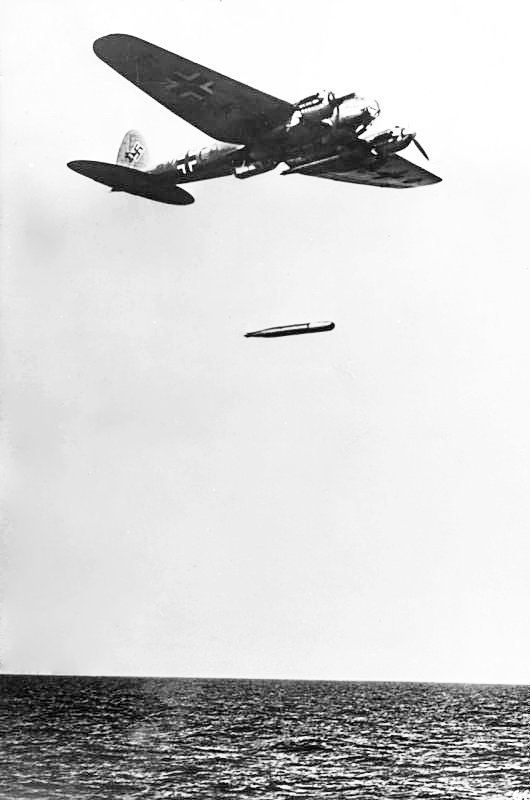
Скидання авіаційної торпеди з літака He 111. Жовтень 1941

KG 26 активно діяла в ході вторгнення вермахту до Данії й Норвегії. Ескадра увійшла до X повітряного корпусу генерала авіації Г. Гайслера. 9 квітня 1940 року розпочалась військова операція «Везерюбунг» і за 6 годин німецькі війська опанували Данське королівство.
12 квітня підрозділи 26-ї ескадри перемістилися на аеродром в Ольборзі. А по ходу розвитку Норвезької кампанії авіагрупи ескадри передислокувалися на норвезькі літовища в Ставангері, потім у Тронгеймі, коли сухопутні підрозділи вермахту поступово просувались на північ країни.
I./KG 26 базувалась на аеродромі в Марксі поблизу Вільгельмсгафена й здійснювала далекі вильоти з метою бомбардування позицій норвезької берегової артилерії Королівського флоту Норвегії в Крістіансанні та Осло-фіорді. 10 квітня літаки авіаційної групи провели наліт на головну британську ВМБ у Скапа-Флоу, маючи на меті зірвати потенціальну можливість посилити британські кораблі, що діяли у Норвегії. Надалі ця група забезпечували прикриття з повітря німецьких військ, що билися в районі Нарвіка та Гарстада.
17 квітня 1940 року неподалік Ставангера німецькі бомбардувальники атакували британський крейсер «Саффолк». Важкий крейсер був уражений 4 бомбами — однієї 500- і трьома 250-кілограмовими. Через отримання серйозних пошкоджень кормової частини корабель під ескортом есмінців відправили до Скапа-Флоу. 18 квітня після 22,5-годинного буксирування «Саффолк» прибув до бази і був посаджений на мілину.
15 травня літаки I./KG 26 затопили транспортне судно у бухті Гарстада. 7 червня вони провели останній наліт на порт Нарвік.
II./KG 26 діяла у Північній Європі ще з січня 1940 року та протягом усієї Норвезької кампанії проводила протикорабельні вильоти в морську акваторію між Британією й Норвегією. Але, ця група не була настільки успішна, як I./KG 26. На її рахунку декілька атак на союзні крейсери, есмінці та транспортні й вантажні судна, проте значних досягнень авіагрупа не здобула. 18 квітня лінійний корабель типу «Квїн Елізабет» «Ворспайт» зазнав невеликих пошкоджень від авіаційного удару бомбардувальників групи. Решта бойових завдань, що покладалась на II./KG 26, стосувалась завдавання ураження норвезьким та союзним військам на суходолі у південній частині країни.
9 червня літаки групи потопили два транспортні судна та атакували західніше Буде британський авіаносець «Арк Роял». Водночас, попри незначні здобутки, авіагрупа мала й невеликі втрати в літаках: за всю Норвезьку кампанію II./KG 26 втратила лише 4 або 5 бомбардувальників. Дії підрозділу зосереджувалися на північному напрямку, тому в битві за Британію, її бомбардувальники участь взяли тільки з серпня 1940 року.
III./KG 26 залучалася до бойових вильотів у Норвегії з першого дня операції «Везерюбунг» і продовжувала діяти аж до кінця усієї кампанії. Напередодні вторгнення німецький підрозділ мав 33 літаки He 111, з яких 26 одиниць боєготовими.
За час операції «Везерюбунг», з 9 квітня до 9 червня 1940 року, уся 26-та бомбардувальна ескадра втратила щонайменш 40 літаків He 111, ще 70 % дістали пошкоджень різного ступеня.

### Битва за Британію
На початок оголошеної Г.Герінгом повітряної війни на знищення Британії, 26-та бомбардувальна ескадра була готова лише наполовину. У штабі KG 26 було боєготових тільки 6 He 111, I./KG 26 мало 29 з 30 боєготовими. II./KG 26 вступила в битву 1 вересня з 27 бомбардувальниками He 111, з яких тільки 7 були готові діяти за планом операції. У свою чергу III./KG 26 мала 26 одиниць He 111, усі готові. Ця група діяла в небі Англії до весни 1941 року й зазнала високих втрат. Особливо важким днем для III./KG 26 стало 15 серпня 1940 року, коли літаки авіаційної групи були перехоплені британськими винищувачами Королівських повітряних сил над морем під час їхньої спроби бомбардувати Дишфорт і збили 7 бомбардувальників одночасно.

### Повітряна війна в морі
З 1941 року 26-та бомбардувальна ескадра залучалась до ведення протикорабельної боротьби уже практично по всьому Європейському театру війни: її літаки змагались над Атлантикою, Середземним морем, з початком німецько-радянської війни — над Чорним морем та за арктичні конвої у північних водах. В основному її підрозділи діяли розосереджено.

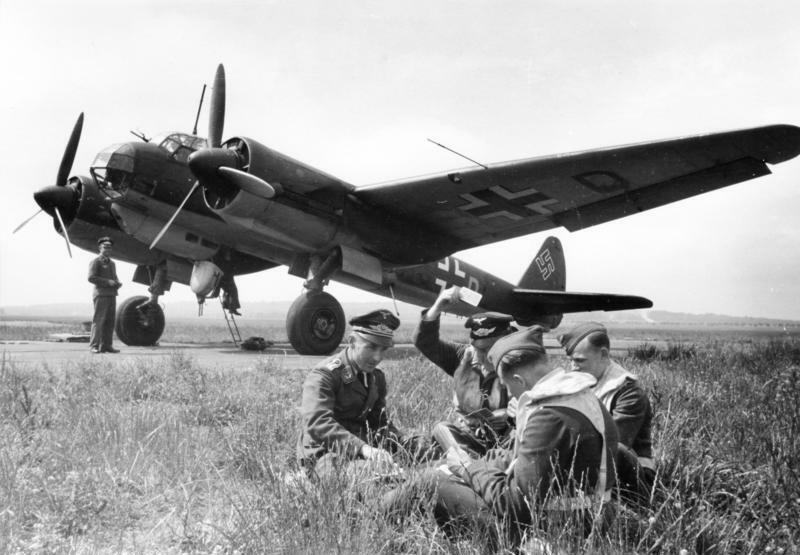
Екіпаж бомбардувальника Ju 88 в очікуванні зльоту грає в карти. Червень 1942

Так, напрямком зосередження основних зусиль I./KG 26 були визначені Британські острови й навколишні води. Базувалась авіагрупа на аеродроми в Данії та Норвегії. 27 квітня 1941 року її літаки потопили на річці Тайн британське допоміжне військове судно — катапульту для винищувачів «Патія». На 15 червня 1941 року авіагрупа на власному рахунку мала 1 крейсер, 1 есмінець, 21 малий корабель, та торговельні й транспортні судна сумарною водотоннажністю 436 186 брт.
З початком операції «Барбаросса» частина ескадри брала участь у повітряних нальотах та підтримці дій наземних військ вермахту. Згодом бомбардувальна авіація залучалась до атак на північному напрямку німецько-радянського фронту: KG 26 бомбардувала Мурманську залізницю, морські порти Мурманська та Архангельська, протидіяла судноплавству в Баренцовому морі. У лютому 1942 року 2-й та 3-й штаффелі відвели з фронту та перекинули до Італії, де екіпажі бомбардувальників розпочали тренування в застосуванні авіаційних торпед.
У березні-липні 1942 року навчені німецькі екіпажі атакували союзні конвої PQ 11, PQ 15, PQ 16, PQ 17 та PQ 18. За німецькими даними у конвоях PQ 11 та PQ 15 авіація ескадри затопила по два судна та по одному пошкодила. У діях проти конвою PQ 16 одно судно знищено та два пошкоджено. Конвой PQ 17 втратив від ударів з повітря два судна, одне серйозно постраждало.
З 12 по 15 вересня 1942 року конвой PQ 18, що доставляв за програмами ленд-лізу озброєння, військову техніку і важливі матеріали та майно до Радянського Союзу й під потужною охороною йшов до Архангельська, піддався інтенсивній атаці 35 пікіруючих бомбардувальників Ju 88A-4 KG 30 та 42 торпедоносців KG 26 (I./KG 26 з 28 He 111H-6 та III./KG 26 з 14 Ju 88A-4). Тактикою дії німецьких літаків був одночасний та взаємоузгоджений напад торпедоносців та частки бомбардувальників на головні сили ескорту, які відволікали бойові кораблі від транспортних суден, і у цей час авіагрупа III./KG 26 потужною торпедною атакою, відомою як «золота гребінка», нищила беззахисні транспортники. Ціною втрати 12 He 111 та семи екіпажів німцям вдалося затопити 10 союзних суден.
20 вересня 1942 року через високі втрати в живій силі та літаках 26-ту ескадру передали на відновлення боєздатності 5-му флоту генерал-полковника Г.-Ю. Штумпфа.

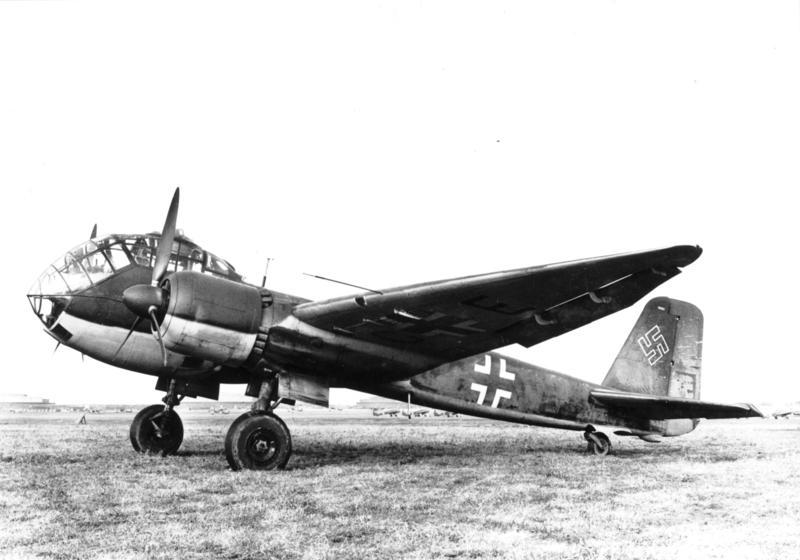
Німецький бомбардувальник Ju 188

У січні 1941 року II./KG 26 передали X повітряному корпусу генерала авіації Г. Гайслера, який базувався на аеродромах Сицилії. Вже 8 січня авіагрупа втратила на землі шість бомбардувальників He 111 від повітряного удару противника. У відповідь, у ніч з 17 на 18 січня 12 He 111 провели авіаційний наліт на Суецький канал. Однак, відстань до об'єктів бомбардування була надзвичайно великою, і 7 бомбардувальників були втрачені через закінчення палива.
З того часу авіагрупа діяла проти судноплавства союзників у Середземному морі та атакувала обложений острів Мальта. 24 січня вони затопили транспортне судно Sollum і тральщик Huntley. 8 лютого під час нальоту на цілі на Мальті німецький підрозділ втратив свій перший літак.
З початком кампанії на Балканському півострові II./KG 26 перекинули до Північної Італії з основним аеродромом у Фоджі. Тут частина увійшла до VIII повітряного корпусу генерала авіації В. фон Ріхтгофена та виконувала завдання у складі авіаційного угруповання з підтримки сухопутних військ у ході їхнього вторгнення до Югославії.
Літом 1941 року, коли основні зусилля німецького вермахту зосередилися на битві на Сході, 6-й штаффель I.групи KG 26 (6.III./KG 26) перевели до Кримського півострову для посилення угруповання Люфтваффе, що билися проти радянських авіації та флоту на Чорному морі. Протягом жовтня-грудня 1941 року німецькі бомбардувальники базувались у Саках, звідкіля діючи потопили суден сумарним тоннажем 20 000 брт.
III./KG 26 в основному виконувала завдання з підтримки дій армії, зокрема на центральному напрямку німецько-радянського фронту. Билась у Білорусі, під Смоленськом, Москвою. Основний склад переведений зимою 1942 року на Середземноморський театр війни. Окремі ескадрильї діяли в інтересах крігсмаріне у Норвегії та Франції.
У листопаді 1942 року I./KG 26 залишила окуповану частину Норвегії та перебазувалась до італійського Гроссето з метою підготовки до протидії операції «Смолоскип», з висадки морського десанту союзників у Марокко та Алжирі. За цей місяць німецька група втратила 11 літаків He 111.
До виконання завдань з протидії кораблям та суднам противника німецька ескадра залучала й інші підрозділи. Головним для них було знищення ворожих кораблів поблизу африканського узбережжя. Так, 22 грудня 1942 року Ju 88 III./KG 26 торпедували та пошкодили британське десантне судно Cameronia. 8 лютого 1943 року союзна авіація завдала удару по авіабазі Кальярі-Елмас на Сардинії, де знаходились німецькі бомбардувальники та знищила 4 літаки.
З липня 1943 року, з початком морської десантної операції союзників «Хаскі» на Сицилії, авіаційне формування активно залучалось до бомбардування наземних військ противника, їхніх кораблів та суден, що стояли поблизу узбережжя, а також конвоїв з військами та озброєнням у Середземному морі. 8 вересня I./KG 26 атакувала ворожий плацдарм у Салерно, але результат був мізерний.
Наприкінці серпня частину перемістили на південь Франції до Салон-де-Прованс. 26 листопада 1943 року літаки ескадри провели останній авіаційний наліт на союзні війська на півночі Африки.
До липня 1944 року I./KG 26 продовжувала виконувати завдання з бомбардування та полювання на кораблі у західній Італії. У липні її передислокували до Данії, де переозброїли на новітні Junkers Ju 88A-4.
II./KG 26 продовжувала діяти в Криму та в східній частині Середземномор'я. У квітні-вересні 1942 року вона діяла над Керченським півостровом, підтримуючи дії 11-ї армії Е.фон Манштейна. Неодноразово німецькі бомбардувальники залучались до боротьби з радянськими кораблями, атакували крейсери, есмінці та інші бойові кораблі Чорноморського флоту. Так, 6 липня 1942 року пілоти 2-ї авіагрупи затопили мисливець за підводними човнами. У 1942 році окремі підрозділи авіагрупи підкорялись різним з'єднанням: 6-та ескадрилья 6.II./KG 26 діяла у складі II повітряного корпусу генерала авіації Б. Лерцера 2-го флоту, а 5-та ескадрилья 5.II./KG 26 входила до 5-го флоту.
У серпні 1942 року 6.II./KG 26 перекинули до Гроссето на Сицилію. 10 серпня її літаки затопили два судна з конвою «П'єдестал». Ця ескадрилья продовжувала діяти проти англо-американських військ на півночі Африки до травня 1944 року. 4.II./KG 26 продовжувала діяти в Криму до літа 1944 року, до повної евакуації німців з півострова. У червні 1944 року 4, 5 та 6.III./KG 26 перекинули до Німеччини, для тренування на нові радарні установки FuG 200 Hohentwiel. Після завершення перепідготовки льотчиків їх передислокували до Франції, де точилась битва між союзниками, що висадились у Нормандії та військами вермахту на Заході. Авіагрупа постійно змінювала райони базування, протидіючи противнику на півночі Франції, а з висадкою на півдні й на цьому напрямку.
III./KG 26 протягом липня 1942 — серпня 1944 року протидіяла британським та американським кораблям на Середземномор'ї, у Франції та в Норвегії, а з початком морської десантної операції «Оверлорд», зосередила основні зусилля на атаках ворожих суден у протоці Ла-Манш. Наприкінці червня III./KG 26 мала втрати близько 50 % штатної чисельності й могла залучатись до повітряної підтримки військ не більше ніж 3-4 рази на тиждень. У серпні 1944 року її перевели до Баварії, де переоснастили на Ju 88A-3. У грудні групу передислокували до Гардермуен, авіабазу поблизу Осло.
I./KG 26 після переоснащення в Данії перелетіла також до Норвегії, де підключилася до боротьби із союзними конвоями у Північній Атлантиці. 10 січня 1945 року її розформували. Персонал частково перевели до інших авіаційних формувань, решту зарахували у піхотні частини, що оборонялись у Данії.
II./KG 26 25 жовтня 1944 року прибула на північ Норвегії на авіабазу в Банакі. У лютому 1945 року бомбардувальники авіаційної групи залучались до повітряних атак на союзні конвої JW/RA 64 південніше острову Ведмежий.
23 лютого 1945 року пілоти групи здійснили останній бойовий виліт, потопивши судно типу «Ліберті» SS Henry Bacon. У травні 1945 року їх залучили до евакуації німецьких солдатів з Курляндського котла. До цих дій також підключили пілотів III./KG 26.
9 травня 1945 року обидві авіаційні групи 26-ї бомбардувальної ескадри капітулювали союзникам у норвезьких Гардермуені та Тронгеймі відповідно.

## Командування

### Командири KG 26
- Генерал-майор Ганс Зібург (нім. Hans Siburg) (1 травня — 28 вересня 1939);
- Оберст Роберт Фукс (нім. Robert Fuchs) (29 вересня 1939 — 15 жовтня 1940);
- Оберст Александер Голле (нім. Alexander Holle) (15 жовтня 1940 — червень 1941);
- Оберст Ернст-Август Рот (нім. Ernst-August Roth) (2 грудня 1941 — 6 січня 1942);
- Оберст Мартін Гарлінгхаузен (нім. Martin Harlinghausen) (6 січня — 14 листопада 1942);
- Оберст Карл Штокманн (нім. Karl Stockmann) (15 листопада 1942 — 31 січня 1943);
- Оберстлейтенант Вернер Клюмпер (нім. Werner Klümper) (1 лютого 1943 — 30 листопада 1944);
- Оберстлейтенант Вільгельм Штеммлер (нім. Wilhelm Stemmler) (30 листопада 1944 — січень 1945);
- Оберстлейтенант Георг Теске (нім. Georg Teske) (лютий — 8 травня 1945).

### Командири I./KG 26
- Майор Вальтер Лебель (нім. Walter Loebel) (травень — 12 вересня 1939);
- Оберстлейтенант Ганс Алефельд (нім. Hans Alefeld) (12 вересня 1939 — 20 квітня 1940);
- Оберстлейтенант Герман Буш (нім. Hermann Busch) (20 квітня 1940 — березень 1942);
- Гауптман Берт Айке (нім. Bert Eicke) (березень — липень 1942, ТВО);
- Майор Вернер Клюмпер (нім. Werner Klümper) (липень 1942 — січень 1943);
- Гауптман Герберт Фатер (нім. Herbert Vater) (січень — липень 1943);
- Гауптман Клаус Тобал (нім. Klaus Toball) (липень — серпень 1943, ТВО);
- Гауптман Гельмут фон Рабенау (нім. Helmut von Rabenau) (серпень — 11 листопада 1943);
- Гауптман Йохен Мюллер (нім. Jochen Müller) (12 листопада 1943 — липень 1944);
- Майор Віллі Солтер (нім. Willi Sölter) (липень 1944 — лютий 1945).

### Командири II./KG 26
- Оберстлейтенант Йоахім фон Буше (нім. Joachim von Busche) (1 травня — жовтень 1939);
- Оберстлейтенант Ганс Гефеле (нім. Hans Hefele) (жовтень 1939 — 3 квітня 1940);
- Майор Мартін Веттер (нім. Martin Vetter) (6 квітня — 20 серпня 1940);
- Майор Екгард Крістіан (нім. Eckhard Christian) (21 серпня — 31 грудня 1940);
- Майор Гельмут Бертрам (нім. Helmut Bertram) (1 — 17 січня 1941);
- Гауптман Роберт Ковалевські (нім. Robert Kowalewski) (18 січня — 14 травня 1941);
- Майор Горст Бейлінг (нім. Horst W. Beyling) (15 травня 1941 — 11 лютого 1943);
- Майор Георг Теске (нім. Georg Teske) (12 лютого 1943 — 10 серпня 1944);
- Майор Отто Фрідріх Вернер (нім. Otto Friedrich Werner) (11 серпня — 2 грудня 1944);
- Майор Рудольф Шмідт (нім. Rudolf Schmidt) (3 грудня 1944 — 8 травня 1945).

### Командири III./KG 26
- Майор Віктор фон Лоссберг (нім. Viktor von Lossberg) (1 листопада 1939 — 31 травня 1940);
- Майор Карл Волфін (нім. Karl Wolfien) (1 червня 1940 — лютий 1941);
- Майор Віктор фон Лоссберг (лютий — 30 серпня 1941);
- Майор Георг-Вальдемар Лерхе (нім. Georg-Waldemar Lerche) (1 вересня — жовтень 1941);
- Майор Беме (нім. S. Böhme) (жовтень — 15 грудня 1941);
- Оберстлейтенант Гельмут Шальке (нім. Hellmut Schalke) (15 грудня 1941 — лютий 1942);
- Гауптман Ернст-Генріх Томсен (нім. Ernst-Heinrich Thomsen) (лютий — 21 липня 1942);
- Гауптман Генріх Моллер (нім. Heinrich Möller) (22 липня — вересень 1942);
- Майор Карл-Фердинанд Гільшер (нім. Karl-Ferdinand Hielscher) (вересень — листопад 1942);
- Майор Горст Кайзер (нім. Horst Kayser) (листопад — 19 грудня 1942);
- Гауптман Клаус-Вільгельм Ноккен (нім. Klaus-Wilhelm Nocken) (20 грудня 1942 — 17 лютого 1944);
- Майор Ернст-Генріх Томсен (18 лютого — жовтень 1944);
- Майор Вольрад Гаршейм (нім. Wolrad Harseim) (жовтень 1944 — 8 травня 1945).

### Командири IV./KG 26
- Майор Франц Земан (нім. Franz Ziemann) (22 березня — 6 жовтня 1941);
- Майор Фрідріх-Вільгельм Герінг (нім. Fritz Gehring) (6 жовтня 1941 — 17 лютого 1944);
- Майор Клаус-Вільгельм Ноккен (нім. Klaus-Wilhelm Nocken) (18 лютого — 6 вересня 1944).

## Основні райони базування 26-ї бомбардувальної ескадри

### Основні райони базуванняштабуKG 26
| 1 травня — 24 серпня 1939     | Люнебург         | He 111H |
| 24 — 27 серпня 1939           | Вернойхен        | He 111H |
| 27 серпня — 7 вересня 1939    | Габберт          | He 111H |
| 7—12 вересня 1939             | Нойдорф/Оппельн  | He 111H |
| 12 вересня — вересень 1939    | Любек-Бланкензе  | He 111H |
| Вересень 1939 — 8 квітня 1940 | Вестерланд       | He 111H |
| 8—9 квітня 1940               | Фарель           | He 111H |
| 9—17 квітня 1940              | Ольборг-Західний | He 111H |
| 17—29 квітня 1940             | Ставангер-Сола   | He 111H |
| 29 квітня — липень 1940       | Тронгейм-Варнес  | He 111H |
| Липень — вересень 1940        | Ставангер-Сола   | He 111H |
| Вересень 1940 — лютий 1941    | Бове             | He 111H |
| Лютий — березень 1941         | Ольборг-Західний | He 111H |
| Березень — червень 1941       | Ставангер-Сола   | He 111H |
| Листопад 1942 — травень 1943  | Гроссето         | He 111H |
| Травень 1943 — березень 1944  | Салон-де-Прованс | He 111H |
| Березень — червень 1944       | Любек-Бланкензе  | Ju 88A  |
| Червень — серпень 1944        | Монпельє         | Ju 88A  |
| Серпень 1944                  | Валанс/Ліон      | Ju 88A  |
| Серпень — 19 вересня 1944     | Мюнхен-Рим       | Ju 88A  |
| 19 вересня — жовтень 1944     | Любек-Бланкензе  | Ju 88A  |
| Жовтень — листопад 1944       | Бардюфосс        | Ju 88A  |
| Листопад 1944 — 8 травня 1945 | Тронгейм-Варнес  | Ju 88A  |

### Основні райони базування I./KG 26
| 1 травня — 25 вересня 1939      | Любек-Бланкензе      | He 111H        |
| 25 вересня 1939 — 8 квітня 1940 | Вестерланд           | He 111H        |
| 8—9 квітня 1940                 | Фарель               | He 111H        |
| 9—16 квітня 1940                | Ольборг-Західний     | He 111H        |
| 16—29 квітня 1940               | Ставангер-Сола       | He 111H        |
| 29 квітня — липень 1940         | Тронгейм-Варнес      | He 111H        |
| Липень — вересень 1940          | Ставангер-Сола       | He 111H        |
| Вересень 1940 — лютий 1941      | Бове                 | He 111H        |
| Лютий — вересень 1941           | Ольборг-Західний     | He 111H        |
| Вересень — жовтень 1941         | Кемі                 | He 111H        |
| Жовтень — грудень 1941          | Петсамо              | He 111H        |
| Грудень 1941 — січень 1942      | Бардюфосс            | He 111H        |
| Січень — березень 1942          | Тронгейм-Варнес      | He 111H        |
| Березень — 8 листопада 1942     | Бардюфосс            | He 111H        |
| 8 листопада 1942 — січень 1943  | Гроссето             | He 111H        |
| Січень — травень 1943           | Дечимоманну          | He 111H        |
| Травень 1943 — квітень 1944     | Салон-де-Прованс     | He 111H        |
| Квітень — липень 1943           | Грув                 | He 111H/Ju 88A |
| Липень — серпень 1944           | Салон-де-Прованс     | Ju 88A         |
| 20 серпня — вересень 1944       | Мюнхен-Рим/Меммінген | Ju 88A         |
| Серпень 1944 — січень 1945      | Бардюфосс            | Ju 88A         |
| Січень — травень 1945           | Вайле                | Ju 88A         |

### Основні райони базування II./KG 26
| 1 травня — 24 серпня 1939     | Люнебург                | He 111H |
| 24—27 серпня 1939             | Вернойхен               | He 111H |
| 27 серпня — 7 вересня 1939    | Габберт                 | He 111H |
| 7—12 вересня 1939             | Нойдорф/Оппельн         | He 111H |
| 12—25 вересня 1939            | Люнебург                | He 111H |
| 25 вересня — жовтень 1939     | Шверін                  | He 111H |
| Жовтень 1939 — 21 лютого 1940 | Вестерланд              | He 111H |
| 21 лютого — березень 1940     | Ноймюнстер              | He 111H |
| Березень — 8 квітня 1940      | Вестерланд              | He 111H |
| 8—9 квітня 1940               | Маркс (Вільгельмсгафен) | He 111H |
| 9—16 квітня 1940              | Ольборг-Західний        | He 111H |
| 16 — квітень 1940             | Ставангер-Сола          | He 111H |
| Квітень — травень 1940        | Тронгейм-Варнес         | He 111H |
| Травень — серпень 1940        | Ольборг-Західний        | He 111H |
| Серпень 1940 — 6 січня 1941   | Ам'єн                   | He 111H |
| 6 січня — січень 1941         | Катанія                 | He 111H |
| Січень — травень 1941         | Комізо                  | He 111H |
| Травень — листопад 1941       | Елефсін                 | He 111H |
| Листопад 1941 — березень 1942 | Каламакі                | He 111H |
| Березень — грудень 1942       | Саки                    | He 111H |
| Грудень 1942 — січень 1943    | Гроссето                | He 111H |
| Січень — травень 1943         | Віллачідро              | He 111H |
| Травень — червень 1943        | Салон-де-Прованс        | He 111H |
| Червень 1943 — травень 1944   | Гросенброде             | Ju 88A  |
| Травень — серпень 1944        | Валанс                  | Ju 88A  |
| Серпень — вересень 1944       | Нойбіберг/Гросенброде   | Ju 88A  |
| Вересень — листопад 1944      | Банак                   | Ju 88A  |
| Листопад 1944 — травень 1945  | Тронгейм-Варнес         | Ju 88A  |

### Основні райони базування III./KG 26
| 12 вересня 1939 — січень 1940   | Єзау             | He 111H       |
| Січень — лютий 1940             | Гота             | He 111H       |
| Лютий — 8 квітня 1940           | Шверін           | He 111H       |
| 8—9 квітня 1940                 | Вестерланд       | He 111H       |
| 9—16 квітня 1940                | Ольборг-Західний | He 111H       |
| 17 — квітень 1940               | Ставангер-Сола   | He 111H       |
| Квітень — липень 1940           | Тронгейм-Варнес  | He 111H       |
| Липень — вересень 1940          | Ставангер-Сола   | He 111H       |
| Вересень 1940 — 16 лютого 1941  | Пуа-дю-Нор       | He 111H       |
| 16 лютого — 3 березня 1941      | Аш'є-ле-Петі     | He 111H       |
| 3 березня — 20 липня 1941       | Ле-Бурже         | He 111H       |
| 20 липня — вересень 1941        | Брест-Литовськ   | He 111H       |
| Липень — жовтень 1941           | Бобруйськ        | He 111H       |
| Жовтень 1941 — лютий 1942       | Сєща/Барановичі  | He 111H       |
| Лютий — квітень 1942            | Гроссето         | He 111H       |
| Квітень — червень 1942          | Ренн             | He 111H       |
| Червень — 8 листопада 1942      | Банак            | Ju 88A        |
| 8 листопада 1942 — травень 1943 | Гроссето         | Ju 88A        |
| Травень 1943 — 6 липня 1944     | Монпельє         | Ju 88A        |
| 6 липня — серпень 1944          | Гарсонз          | Ju 88A        |
| Серпень 1944                    | Валанс/Ліон      | Ju 88A        |
| Серпень — жовтень 1944          | Кауфбойрен/Лек   | Ju 88A/Ju 188 |
| Жовтень 1944 — травень 1945     | Тронгейм-Варнес  | Ju 88A/Ju 188 |

### Основні райони базування IV./KG 26
| Серпень 1940 — 6 вересня 1944 | Любек-Бланкензе | He 111H/Ju 88A |

## Список кавалерів Лицарського хреста Залізного хреста KG 26
Позначення
| Ім'я                      | Звання          | Підрозділ   | Лицарського хреста | Лицарського хреста з дубовим листям | Прим. |
| ------------------------- | --------------- | ----------- | ------------------ | ----------------------------------- | ----- |
| Зігфрид Бетке             | оберлейтенант   | 9./KG 26    | 8 серпня 1944      |                                     |       |
| Мартін Гарлінгхаузен      | майор           | штаб./KG 26 | 4 травня 1940      | 30 січня 1941                       |       |
| Фрідріх-Вільгельм Герінг  | гауптман        | 7./KG 26    | 28 лютого 1945     |                                     |       |
| Конрад Фердинанд Геннеман | лейтенант       | 1./KG 26    | 3 вересня 1942     |                                     |       |
| Вальтер Гільдебранд       | гауптман        | I./KG 26    | 6 квітня 1944      |                                     |       |
| Гайнц Дженте              | оберлейтенант   | 2./KG 26    | 29 жовтня 1943     |                                     |       |
| Вернер Клюмпер            | майор           | штаб/KG 26  | 29 серпня 1943     |                                     |       |
| Рудольф Крамер            | гауптман        | IV./KG 26   | 18 березня 1945    |                                     |       |
| Альбрехт Кунце            | оберлейтенант   | 6./KG 26    | 16 травня 1940     |                                     |       |
| Герберт Кунце             | оберфельдфебель | 8./KG 26    | 9 листопада 1944   |                                     |       |
| Віктор фон Лоссберг       | майор           | III./KG 26  | 17 жовтня 1941     |                                     |       |
| Клаус-Вільгельм Ноккен    | майор           | III./KG 26  | 29 жовтня 1943     |                                     |       |
| Герхард Петерс            | оберлейтенант   | 12./KG 26   | 6 квітня 1944      |                                     |       |
| Герхард Ренц              | оберфельдфебель | II./KG 26   | 31 липня 1940      |                                     |       |
| Курт Руді Шмідт           | гауптман        | II./KG 26   | 28 березня 1945    |                                     |       |
| Альберт фон Шверін        | лейтенант       | 1./KG 26    | 31 липня 1940      |                                     |       |
| Віллі Солтер              | гауптман        | I./KG 26    | 19 серпня 1944     |                                     |       |
| Георг Теске               | майор           | I./KG 26    | 31 жовтня 1944     |                                     |       |
| Ернст-Генріх Томсен       | майор           | III./KG 26  | 24 жовтня 1944     |                                     |       |
| Евальд-Гюнтер Трост       | гауптман        | 12./KG 26   | 15 червня 1944     |                                     |       |
| Мартін Веттер             | майор           | II./KG 26   | 16 травня 1940     |                                     |       |
| Раймер Фосс               | гауптман        | 4./KG 26    | 12 березня 1945    |                                     |       |
| Вернер Франкен            | оберлейтенант   | I./KG 26    | 24 березня 1943    |                                     |       |
| Роберт Фукс               | оберст          | штаб/KG 26  | 6 квітня 1940      |                                     |       |